# Vojnovec Loborski
Vojnovec Loborski is een plaats in de gemeente Lobor in de Kroatische provincie Krapina-Zagorje. De plaats telt 472 inwoners (2001).